# Фониатрия
Фониатри́я (от др.-греч. φωνή — «звук, голос» + ἰᾱτρείᾱ — «лечение») — раздел оториноларингологии, изучающий патологию голоса (дисфония), методы лечения и профилактики нарушений голоса, а также способы коррекции нормального голоса в желаемую сторону. Нарушение голосообразования может быть проявлением заболеваний, анатомических особенностей, а также проявлением психологических факторов. Решение некоторых проблем может быть тесно связано как с проблемами логопедии, так и с лечением сопутствующих оториноларингологических заболеваний.
Врач-фониатр занимается восстановлением голоса и развитием его возможностей. Успех лечения во многом определяется ранней диагностикой заболеваний гортани. С этой целью используется видеостробоскопическая аппаратура, которая позволяет получить многократное увеличение изображения гортани, осмотреть её труднодоступные участки и провести видеозапись.